# Työlki ellää
Chansons représentant la Finlande au Concours Eurovision de la chanson
Lose Control
(2009) Da Da Dam
(2011)
Työlki ellää (titre en carélien, en français On peut travailler pour vivre, aussi) est la chanson représentant la Finlande au Concours Eurovision de la chanson 2010. Elle est interprétée par Kuunkuiskaajat.
La chanson remporte le concours de sélection organisée par Yle.
La Finlande participe à la première demi-finale le 25 mai 2010. Elle est la cinquième de la soirée, suivant Horehronie interprétée par Kristina pour la Slovaquie et précédant What For? interprétée par Aisha pour la Lettonie.
À la fin des votes, Työlki ellää obtient 49 points et finit à la 11e place,  c'est-à-dire 6e place du télévote et la 15e pour le vote des jurys. Elle est à trois points de la 10e place qualificative.
La chanson figure dans l'album du groupe Kuunkuiskaajat.